# Abbaye de San Galgano
L'abbaye de San Galgano est une abbaye cistercienne proche de Sienne, sur la commune de Chiusdino, dans la province de Sienne.

## Histoire

### Dédicace et fondation

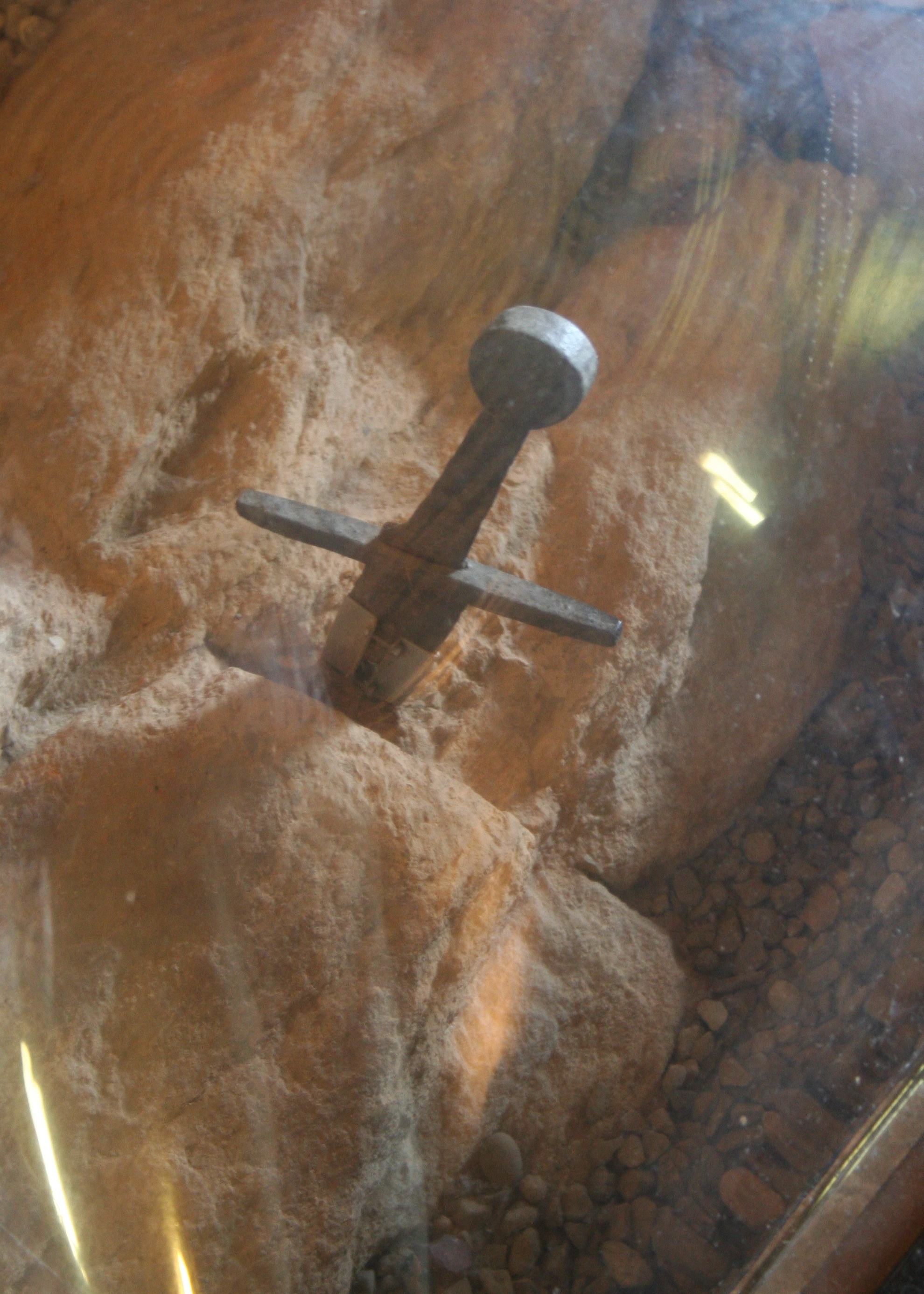
L'épée de Galgano fichée dans le roc.

Le lieu de la chapelle, la Rotonda di Montesiepi sur la colline, correspond à l'ermitage de San Galgano, fêté le 3 décembre. Le chevalier Galgano Guidotti, qui s'était converti après une jeunesse dissolue, s'était retiré en pénitence. En signe d'humilité et d'abandon de sa vie passée, il aurait voulu briser son épée sur le roc, mais celle-ci s'y serait enfoncée, formant ainsi une croix. Cette dernière est toujours présente, très rouillée et désormais protégée sous une chasse de plexiglas.
La réputation de l'ermite allant croissant, il fut invité à Rome en 1180 par le pape Alexandre III. À cette occasion, il rencontra les cisterciens de Tre Fontane, qui le persuadèrent d'adhérer à leur ordre, tout en lui laissant la liberté de vivre en ermite comme il le souhaitait. Il mourut l'année suivante ; les abbés de Casamari et de Fossanova veillèrent à son ensevelissement. L'évêque de Volterra, Ugo Saladini, permit aux cisterciens de venir créer un oratoire sur la tombe de l'ermite et un logis pour les moines chargés de veiller à la prière et à l'entretien du lieu.

### Moyen Âge

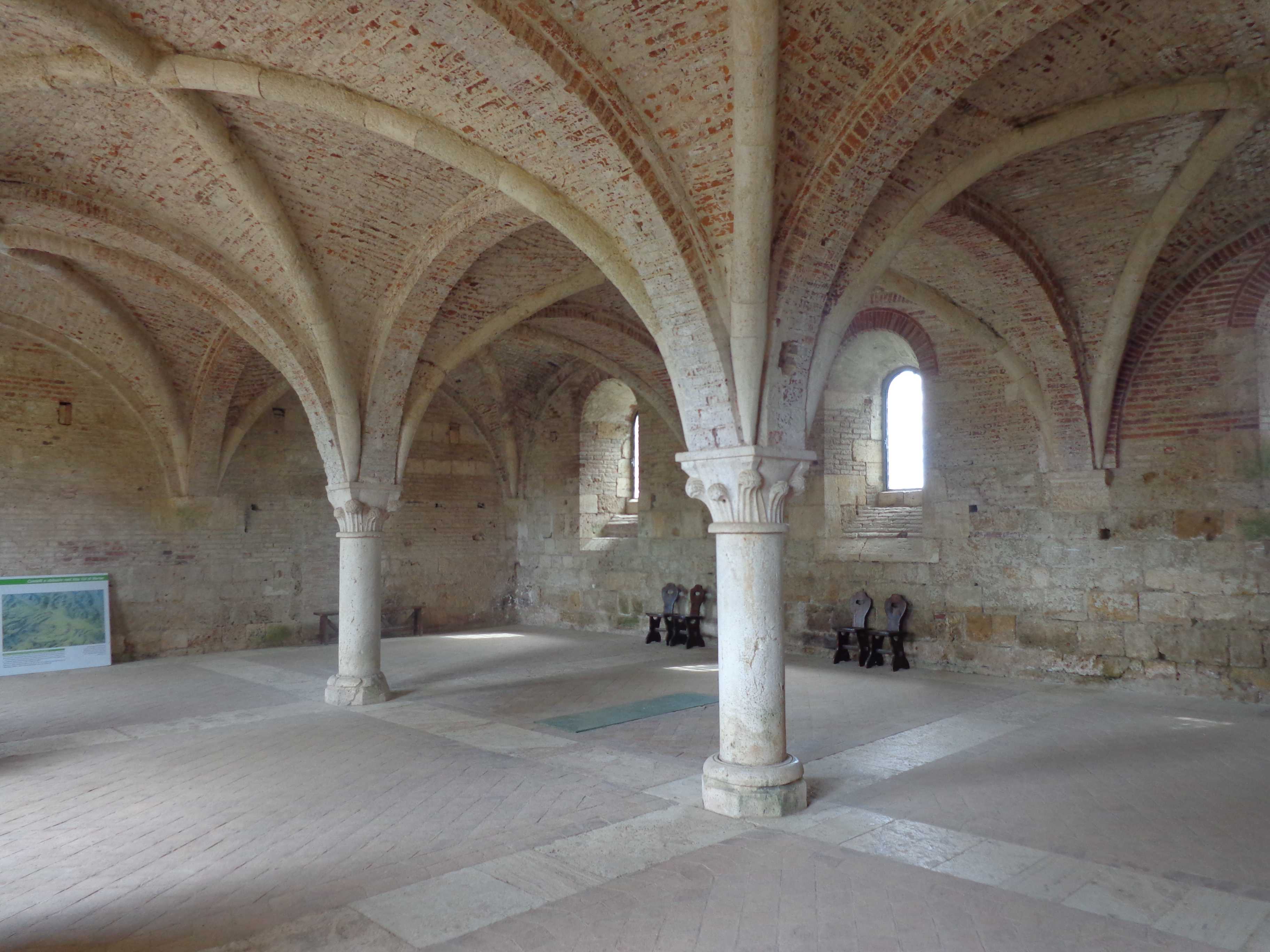
La salle capitulaire de l'abbaye.

La petite fondation est rapidement constituée en abbaye fille de Casamari, et s'accroît au cours du XIIIe siècle, notamment au détriment d'abbayes bénédictines voisines. Elle acquiert des possessions dans les villes de la région, en particulier à San Gimignano et à Sienne. Un certain nombre de moines du monastère sont nommés évêques, voire déclarés saints après leur mort. La république de Sienne s'érige en outre en protectrice de l'abbaye. Le cartulaire de San Galgano est d'ailleurs déposé en 1322, signé par dix-neuf notaires, dans cette dernière ville.
Prolifique, San Galgano fonde à son tour quatre abbayes-filles en Toscane : Monte Faeta (de) en 1233, Settimo (de) en 1236, Verruca (de) en 1263 et Quarto (de) en 1337.
Une cappellina attenante à la rotonde, construite en 1340, comporte plusieurs fresques d'Ambrogio Lorenzetti sur la vie du saint, certaines esquissées seulement.

### Crises, fermeture et ruine de l'abbaye

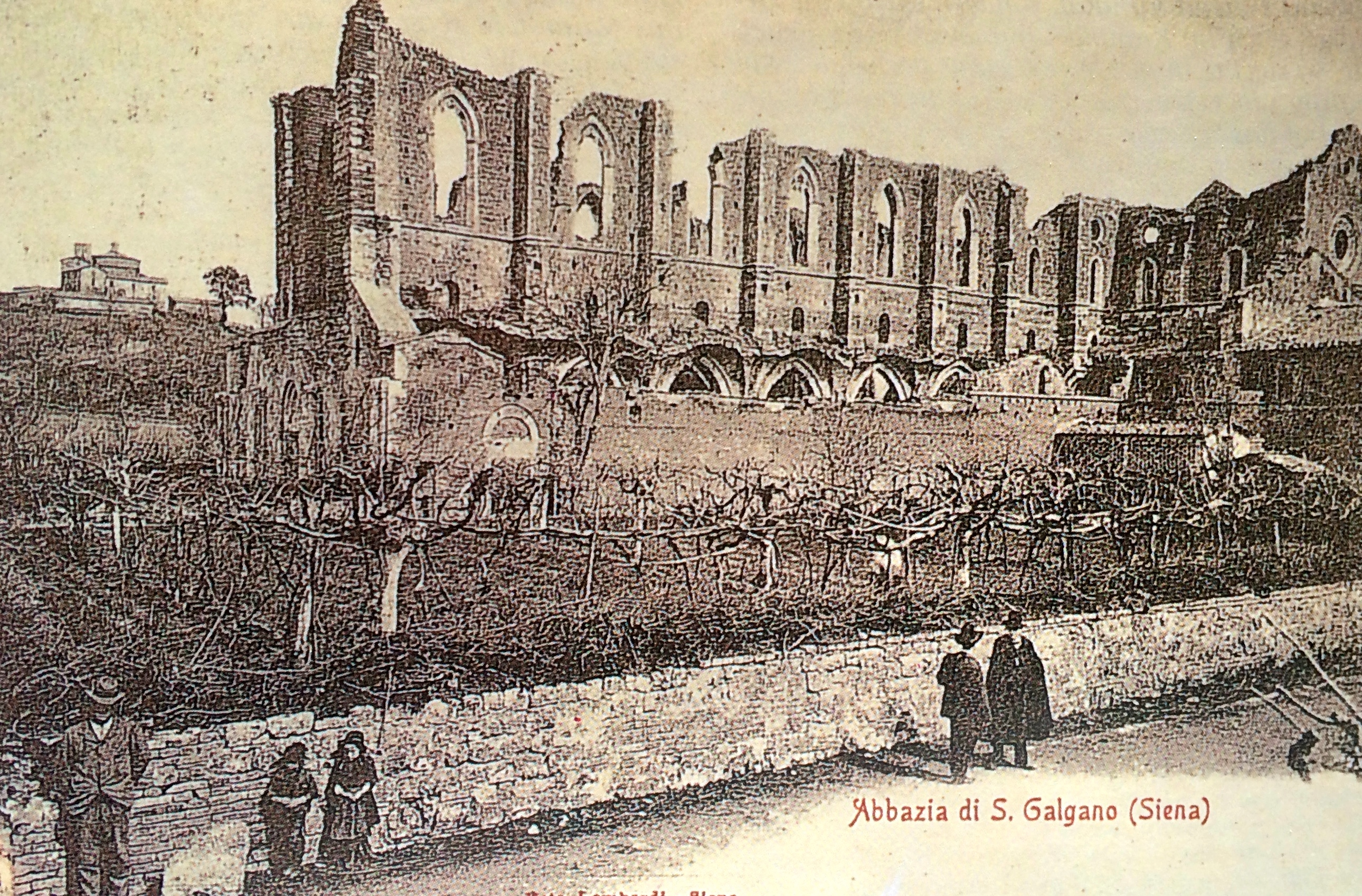
Les ruines de l'abbaye à la fin du XIXe siècle.

La prospérité cesse à la fin du XIVe siècle : l'abbaye est deux fois ravagée par les raids de John Hawkwood. La commende fait son apparition au XVe siècle, et est généralisée sous le pontificat de Jules II ; comme dans l'immense majorité des abbayes régies par ce système, les abbés commendataires ruinent San Galgano. Ils se montrent particulièrement avides, l'un d'eux, Giovanni Andrea Vitelli, allant jusqu'à vendre le plomb de la toiture de l'église en 1548, accélérant sa ruine,.
En 1577, une restauration de la charpente est lancée, mais n’empêche pas la dégradation de se poursuivre. En 1600, certaines sources affirment qu'on ne trouve plus à l'abbaye qu'un seul moine, réduit à l'état d'ermite.

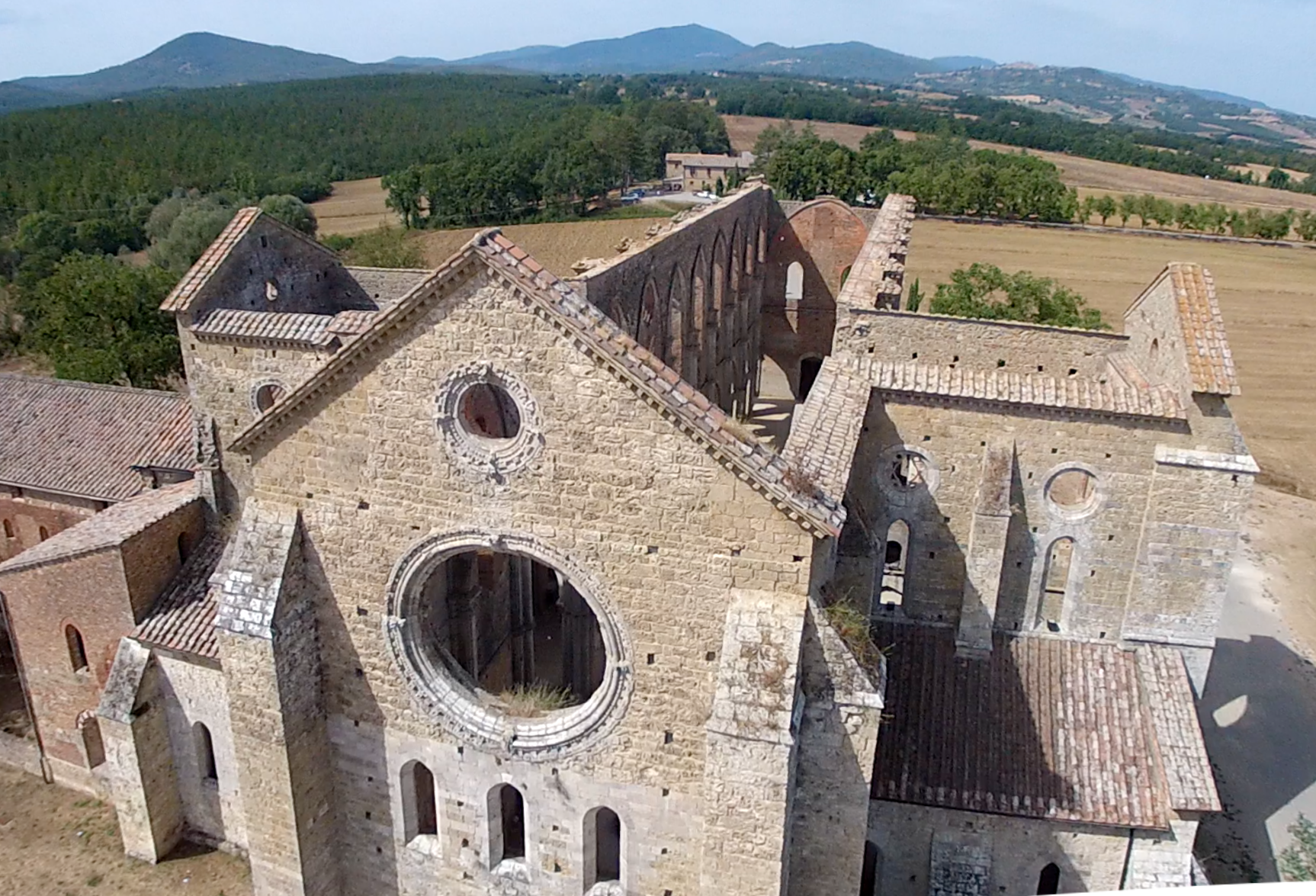
Vue aérienne des ruines de l'abbaye.

La commende est brièvement entravée en 1630, quand un moine de l'abbaye est élu abbé ; durant son abbatiat, l'abbaye compte 80 moines. Mais l'abbaye retombe en commende et dégénère à nouveau. Sous le pontificat d'Innocent X, quinze ans plus tard, on ne compte déjà plus que quatre à six résidents, et il semble qu'en 1652 l'abbaye ait fermé.
Un des abbés commendataires, le cardinal Giuseppe Maria Feroni, fait venir au cours du XVIIIe siècle des Franciscains pour desservir ce qui reste de l'abbaye ; ceux-ci sont dix à la fin du XVIIIe siècle. Faute d'entretien, l'abbatiale est alors inutilisable et c'est la sacristie qui sert de lieu de culte. En 1786, le clocher, haut de trente-six mètres, s'effondre et ruine définitivement la voûte de l'abbatiale.
Les troupes françaises ferment définitivement l'abbaye lors de l'invasion napoléonienne.

## Architecture

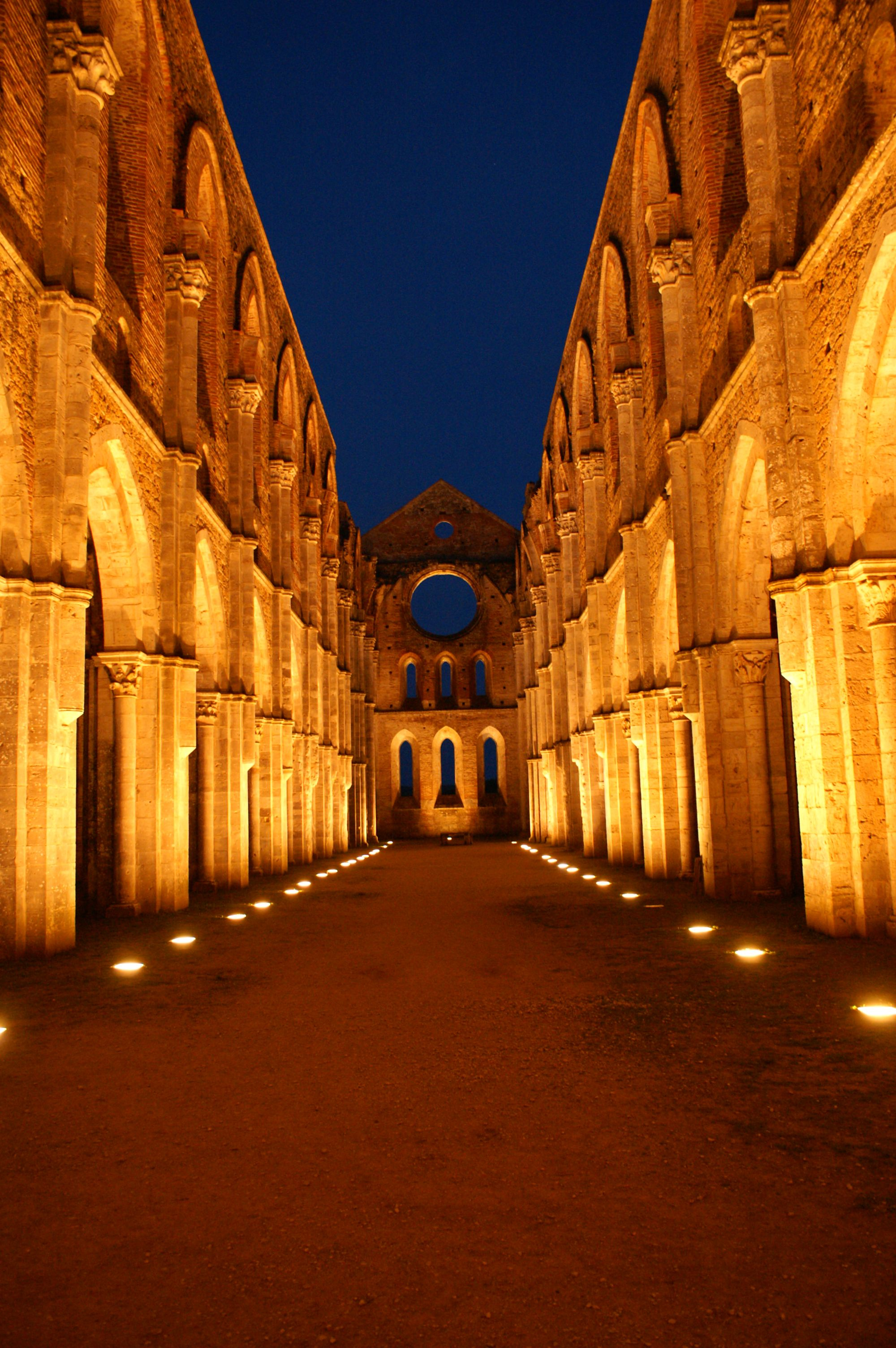
L'abbaye illuminée de nuit.

### L'église abbatiale
L'abbatiale, de 71 m de long sur 21 m de large, comporte 16 piliers, est en croix latine et à trois nefs, à deux travées à plan rectangulaire, avec une abside carrée (obéissant à la symbolique cistercienne du carré) ; elle fut construite à proximité de la Via Maremmana et de la vallée de la Merse, en contrebas de la colline à partir de 1220, consacrée en 1268, au début de l'ère gothique en Toscane.
L'église est bâtie pour partie en briques et en travertin. Les fenêtres hautes qui s'ouvrent sur les six premières travées de la nef sont d'un seul tenant, mais celles illuminant les deux dernières travées de la nef, les deux travées de chaque transept et le chœur sont chacune surmontées d'un oculus.

## San Galgano dans la culture
Elle est aujourd'hui souvent un lieu de concert et le site a été utilisé pour le tournage de films :
- La scène finale du film franco-italien Le Repos du guerrier réalisé par Roger Vadim (1962)
- Nostalghia d'Andreï Tarkovski (1983)
- Le Patient anglais d'Anthony Minghella (1996)[8]

### Source
- (it) Cet article est partiellement ou en totalité issu de l’article de Wikipédia en italien intitulé « Abbazia di San Galgano » (voir la liste des auteurs).